# Giotto (Süßware)

Logo von Giotto

Giotto (eigene Schreibweise GiOTTO) ist eine Süßware der italienischen Firma Ferrero. Die Markteinführung in Deutschland erfolgte 1996.

## Name
Benannt ist die Süßigkeit nach dem italienischen Maler und Architekten Giotto di Bondone. Der von ihm gebaute Campanile del Giotto in Florenz ist auf der Packung abgebildet.

## Zutaten
Es besteht aus einer Waffel mit Haselnussstückchen, die mit Milchhaselnusscreme gefüllt ist. Nach Firmenangaben sind folgende Zutaten enthalten:
Haselnüsse (37 %), pflanzliche Fette (Palm, Shea), Zucker, Weizenmehl, Magermilchpulver (7 %), Süßmolkenpulver, Kakaomasse, Emulgator Sojalecithin, Salz, Vanillin, Natriumhydrogencarbonat.

## Variationen
In den Sommermonaten ist Giotto Mandel erhältlich, welche anstatt mit Haselnussstückchen und Milchhaselnusscreme mit Mandelstückchen und einer Milchmandelcreme hergestellt wird. Seit 2013 ist ebenfalls Giotto Kakao in den Wintermonaten erhältlich. Im Sommer/Winter 2015 wurde das Angebot um Giotto Dolcino mit Zitronengeschmack und Giotto Cioccolato erweitert. In der Sommerpause 2017 kam die Sorte Giotto Caramello auf den Markt. Im Sommer 2018 kam Giotto Caffé Momenti Cookies & Cream dazu, sowie zur Wintersaison 2018 eine limited Edition Giotto Momenti inspiriert von Belgischem Spekulatius. In den Jahren 2020 und 2022 war die Giotto-Sorte Dänischer Butterkeks im Handel erhältlich. Ende 2024 ist die Sorte "Vanillekipferl" als Neuheit verfügbar.

## Sonstiges
Als Werbebotschafter in Werbespots tritt Elisabetta Canalis auf.